# کریس جان (بوکسور)
کریس جان (انگلیسی: Chris John؛ زادهٔ ۱۴ سپتامبر ۱۹۷۹) بوکسور اهل اندونزی است.